# Пьотър Либера
Пьотър Либѐра (на полски: Piotr Libera) е полски римокатолически духовник, доктор по класическа и старохристиянска литература, викарен епископ на Катовишката архиепархия и титулярен епископ на Центурия (1997 – 2007), генерален секретар на Полската епископална конференция (1998 – 2007), епископ на Плоцката епархия от 2007 година.

## Биография
Пьотър Либера е роден на 20 март 1951 година в Шопенице, днес район на Катовице. През 1969 година постъпва във Висшата Шльонска духовна семинария в родния си град. На 15 април 1976 година е ръкоположен за свещеник от Херберт Беднож, катовишки епископ, след което служи като викарий в енорията „Обезглавяване на св. Йоан Кръстител“ в Руда Шльонска. В периода 1980 – 1986 година следва в Папския Салезиански универстит в Рим. Там защитава докторска дисертация по класическа и старохристиянска литература. Впоследствие преподава латински език и патрология в Катовишката семинария. От 1989 година е секретар на апостолическия нунций в Полша Юзеф Ковалчик.
На 23 ноември 1996 година папа Йоан Павел II го номинира за викарен епископ на Катовишката архиепархия и титулярен епископ на Центурия. Приема епископско посвещение (хиротония) на 6 януари 1997 година в Рим от папата. През 1998 година е избран за генерален секретар на Полската епископална конферанция. На 2 май 2007 година папа Бенедикт XVI го номинира за плоцки епископ. Приема канонично епархията и влиза тържествено в Плоцката катедрала като епископ на 31 май. На 14 октомври 2012 година открива работата на 43-тия синод на Плоцката епархия.